# Дюбе, Анита
Анита Дюбе (англ. Anita Dube, 1958, Лакхнау, Индия) — современная индийская художница.

## Творчество
Анита Дюбе, получившая образование как историк искусства и критик, создает работы, в которых скульптурные фрагменты выступают в качестве канала передачи личной и общественной памяти, истории, мифологии, феноменологического опыта. Используя различные материалы, такие как пенопласт, пластик, проволока, бисер, бархат, зубные протезы и кости, исследует темы личной и социальной потери и возрождения. Анита Дюбе пришла к скульптурной практике посредством участия в «Ассоциации индийских радикальных художников и скульпторов» (группа молодых художников, организованная в 1980-х).
В 1997 Анита Дюбе начала работать с новым материалом, изготовленными промышленным способом керамическими глазами, которые обычно используются для статуй в индийских храмах. В таких работах, как «Disease (River)» (1999), глаза размещаются на стене, напоминая по форме ветви или реки. Хотя работы с глазами Аниты Дюбе позволяют множество интерпретаций, можно трактовать их с точки зрения различных видов миграции человека в современном мире.